# Danza de Chivarrudos
La Danza de Chivarrudos es un baile folclórico celebrado en la comarca sur del estado mexicano de Tlaxcala previo a Semana Santa. Los principales grupos danzantes provienen de Zacatelco, aunque también los hay en localidades como Santo Toribio Xicohtzinco, Papalotla, Acuamanala, San Juan Huactzinco y Santa Cruz Quilehtla. El 20 de febrero de 2020 el congreso del estado  declaró a los Chivarrudos y su danza, como Patrimonio Cultural Inmaterial del municipio de Zacatelco y municipios que lo practiquen del Estado de Tlaxcala.

## Historia
La Danza de Chivarrudos revive de manera cómica las tareas de arreo que realizaban vaqueros, cabreros y caporales de las haciendas ganaderas de Tlaxcala en el ocaso del siglo XIX y principios del siglo XX. Se lleva a cabo durante los meses de marzo y abril justo antes de Semana Santa. Esta danza se propaga por varios de los municipios del sur, como Zacatelco, Xicohtzinco, Papalotla , Acuamanala , San Juan Huactzinco y Santa Cruz Quilehtla.
El nombre de «Chivarrudos» proviene de sus curtidos que son obtenidos a partir de las pieles de chivos, los cuales se colocan como chaparreras para danzar desprendiendo un aroma desagradable para que las personas no lo puedan soportar al estar junto a ellos.
El propósito es personificar a cabreros, vaqueros, arrieros, peones, mayorales y jinetes encargados del cuidado de los animales de corral, entre los que se encontraban los chivos o cabras, los cuales trotaban de norte a sur a través de los campos.